# Paratriacanthodes retrospinis
Paratriacanthodes retrospinis är en fiskart som beskrevs av Fowler 1934. Paratriacanthodes retrospinis ingår i släktet Paratriacanthodes och familjen Triacanthodidae. Inga underarter finns listade i Catalogue of Life.